# Shit Hits the Sheds Tour
Shit Hits the Sheds Tour è il settimo tour del gruppo musicale statunitense Metallica che si è svolto nel 1994 con 51 spettacoli, tra cui una data a Woodstock '94.

## Tipica scaletta
1. Breadfan (cover dei Budgie)
2. Master of Puppets
3. Wherever I May Roam
4. Harvester of Sorrow
5. Welcome Home (Sanitarium)
6. The God That Failed
7. Kill/Ride Medley
  1. Ride the Lightning
  2. No Remorse
  3. The Four Horsemen
  4. Phantom Lord
  5. Fight Fire with Fire
8. For Whom the Bell Tolls
9. Disposable Heroes
10. Seek & Destroy
11. Nothing Else Matters
12. Creeping Death
13. Fade to Black
14. Whiplash
15. Sad but True
16. One
17. Enter Sandman
18. So What (cover degli Anti-Nowhere League)